# Abangowie
Abangowie, Abanga – w końcu XIX wieku lud afrykański, zamieszkujący obszar górnego Nilu, między plemionami Niam-Niam i Monbuttu.